# Československá hokejová liga 1959/1960
17. ročník československé hokejové ligy 1959/60 se hrál pod názvem I. liga.

## Herní systém
12 účastníků hrálo v jedné skupině dvoukolově systémem každý s každým. Poslední dvě mužstva TJ VŽKG Ostrava a TJ Slezan Opava sestoupila.

## Pořadí
| Poř. | Tým                      | Zápasy | Výhry | Remízy | Porážky | Skóre  | Body |
| ---- | ------------------------ | ------ | ----- | ------ | ------- | ------ | ---- |
| 1.   | Rudá hvězda Brno         | 22     | 19    | 1      | 2       | 122:46 | 39   |
| 2.   | TJ Slovan ÚNV Bratislava | 22     | 16    | 0      | 6       | 125:79 | 32   |
| 3.   | TJ Dynamo Pardubice      | 22     | 11    | 4      | 7       | 96:77  | 26   |
| 4.   | Spartak Sokolovo         | 22     | 12    | 1      | 9       | 89:57  | 25   |
| 5.   | TJ SONP Kladno           | 22     | 12    | 1      | 9       | 105:90 | 25   |
| 6.   | TJ Spartak LZ Plzeň      | 22     | 11    | 2      | 9       | 91:77  | 24   |
| 7.   | ASD Dukla Jihlava        | 22     | 9     | 5      | 8       | 91:88  | 23   |
| 8.   | TJ Jiskra SZ Litvínov    | 22     | 10    | 0      | 12      | 78:115 | 20   |
| 9.   | TJ VTŽ Chomutov          | 22     | 7     | 4      | 11      | 61:76  | 18   |
| 10.  | Spartak Brno ZJŠ         | 22     | 5     | 4      | 13      | 54:80  | 14   |
| 11.  | TJ VŽKG Ostrava          | 22     | 5     | 3      | 14      | 53:91  | 13   |
| 12.  | TJ Slezan Opava          | 22     | 2     | 1      | 19      | 46:135 | 5    |

## Nejlepší střeleci
- Ján Starší (TJ Slovan ÚNV Bratislava) - 26 gólů
- Miroslav Kluc (TJ Jiskra SZ Litvínov) - 24 gólů
- Jozef Golonka (TJ Slovan ÚNV Bratislava) - 22 gólů
- Jindřich Lidický (ASD Dukla Jihlava) - 20 gólů
- Jaroslav Volf (TJ SONP Kladno) - 20 gólů
- Zdeněk Haber (TJ Spartak LZ Plzeň) - 19 gólů
- Josef Vimmer (ASD Dukla Jihlava) - 17 gólů
- Vladimír Zábrodský (Spartak Sokolovo) - 17 gólů

## Soupisky mužstev

### Rudá hvězda Brno
Vladimír Nadrchal (16/1,88),
Karel Ševčík (7/2,28) – 
Jan Kasper (22/4/4/-),
František Mašlaň (21/0/1/-),
Ladislav Olejník (22/6/3/-),
Rudolf Potsch (22/4/11/-),
Milan Richter (2/0/0/-) –
Slavomír Bartoň (22/14/4/-),
Vlastimil Bubník (11/6/7/-),
Josef Černý (22/16/10/-),
Bronislav Danda (21/18/16/-),
Zdeněk Návrat (22/5/1/-),
Václav Pantůček (20/16/12/-),
Rudolf Scheuer (21/15/9/-),
Karel Skopal (15/0/6/-),
Karel Šůna (19/7/3/-),
František Vaněk (22/11/10/-),
Ivo Winkler (2/0/0/-) –
trenér Eduard Farda

### Jiskra SZ Litvínov
Josef Bruk (5/-),
Bohuslav Křepelka (20/4,75),
Vlastimil Suchý (2/-) -
František Dům (22/3/1/-),
Vladimír Kýhos (22/0/1/-),
Zdeněk Nikodým (21/0/1/-),
Jaroslav Piskač (1/0/0/-),
Kamil Svojše (20/1/6/-) -
Vlastimil Galina (22/11/5/-),
Jaromír Hudec (20/1/2/-),
Ivan Kalina (22/3/2/-),
Miroslav Kluc (22/24/7/-),
Petr Mokrý (9/0/1/-),
Bohumil Mraček (8/1/1/-),
Miroslav Říha (22/14/2/-),
Ladislav Štěrba (22/12/12/-),
Jiří Zíma (22/4/5/-),
Zdeněk Zíma (22/4/10/-)

## Kvalifikace o 1. ligu
Vítězové obou skupin druhé ligy – TJ Slavoj České Budějovice a TJ Gottwaldov postoupili do nejvyšší soutěže.

## Zajímavosti
- TJ Slovan ÚNV Bratislava se výrazně zlepšil po návratu Jozefa Golonky z ASD Dukly Jihlava, útok Starší- Golonka-Černický (Valach) nastřílel soupeřům 56 gólů.
- Vzhledem k Zimním olympijským hrám konaným v únoru 1960 ve Squaw Valley byl tento ročník s výjimkou posledního kola sehrán do konce roku 1959.
- TJ VŽKG Ostrava sestoupily po 17 letech.